# 1939 Лоретта
1939 Лоретта (1939 Loretta) — астероїд головного поясу, відкритий 17 жовтня 1974 року.
Тіссеранів параметр щодо Юпітера — 3,203.